# Strauzia uvedaliae
Strauzia uvedaliae är en tvåvingeart som beskrevs av Stoltzfus 1988. Strauzia uvedaliae ingår i släktet Strauzia och familjen borrflugor. Inga underarter finns listade i Catalogue of Life.